# Dicranomyia esau
Dicranomyia esau là một loài ruồi trong họ Limoniidae. Chúng phân bố ở vùng Tân nhiệt đới.